# Llúcia de Rochefort
Llúcia de Rochefort (v 1088 - d 1137), reina consort de França (1104-1107).

## Orígens familiars
Filla del comte Guiu I de Rochefort i la seva esposa Elisabet de Crecy.
La família Rochefort esdevingué al segle xii una de les famílies més poderosos de la regió de l'Illa de França. El rei Felip I de França pensà a reduir la seva influència per poder aconseguir les seves terres però la seva segona esposa, Bertrada de Montfort, el convencé de casar el seu fill gran amb Llúcia. Bertrada per la seva part pretenia fer una aliança amb la família de Llúcia per aconseguir el tron per al seu fill propi.
Es casà el 1104 amb el futur rei, ja coronat, Lluís VI de França. D'aquest matrimoni nasqué la princesa Elisabet de França (1105-1175), casada el 1119 amb el seu cosí Guillem de Vermandois.
En el Concili de Troyes de 1107 Lluís VI aconseguí del Papa Pasqual II el divorci i l'anul·lació del seu matrimoni per poder tornar a casar-se.
Llúcia es casà novament després del 23 de maig de 1107 amb Guichard III. D'aquest matrimoni nasqueren:
- Guichard (?-d 1118)
- Gautier
- Balduí, mort jove
- Humbert III (1120-1174), senyor de Beaujeu
- Marie
- Alícia, casada amb Guiu I de Forez